# カールカー＝シムラー鉄道

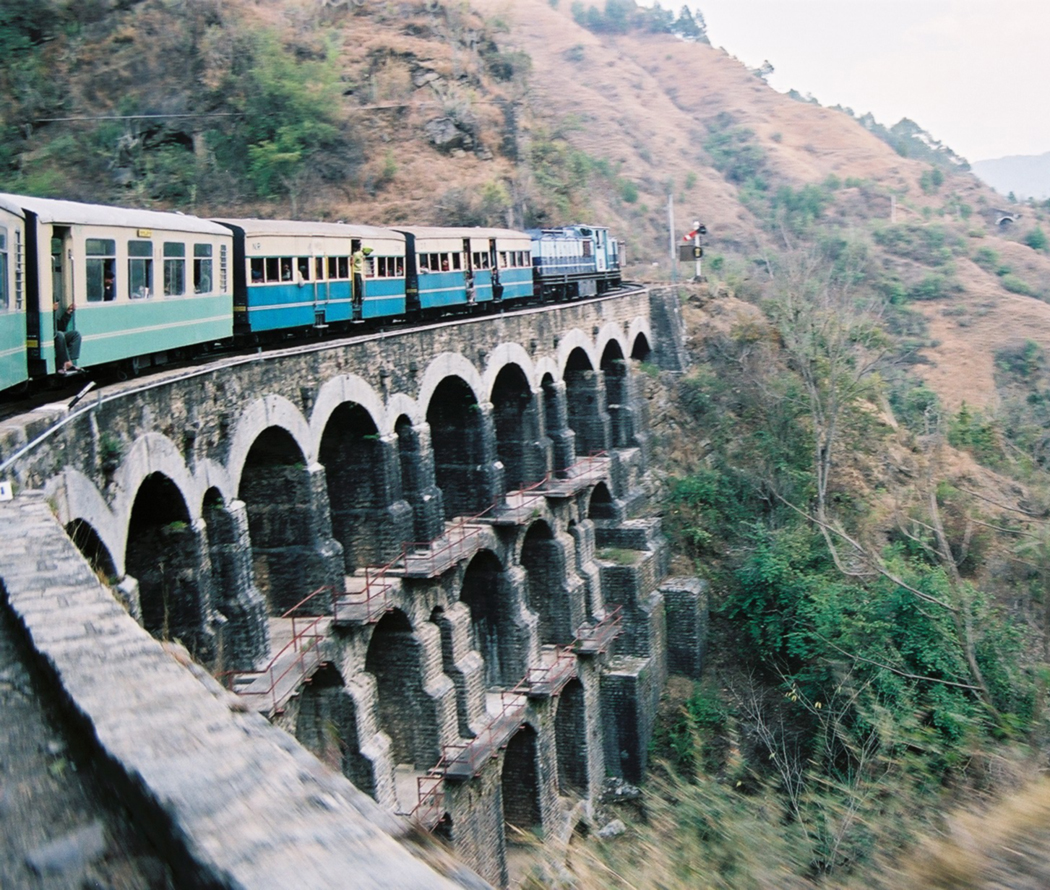
鉄道路線の一部

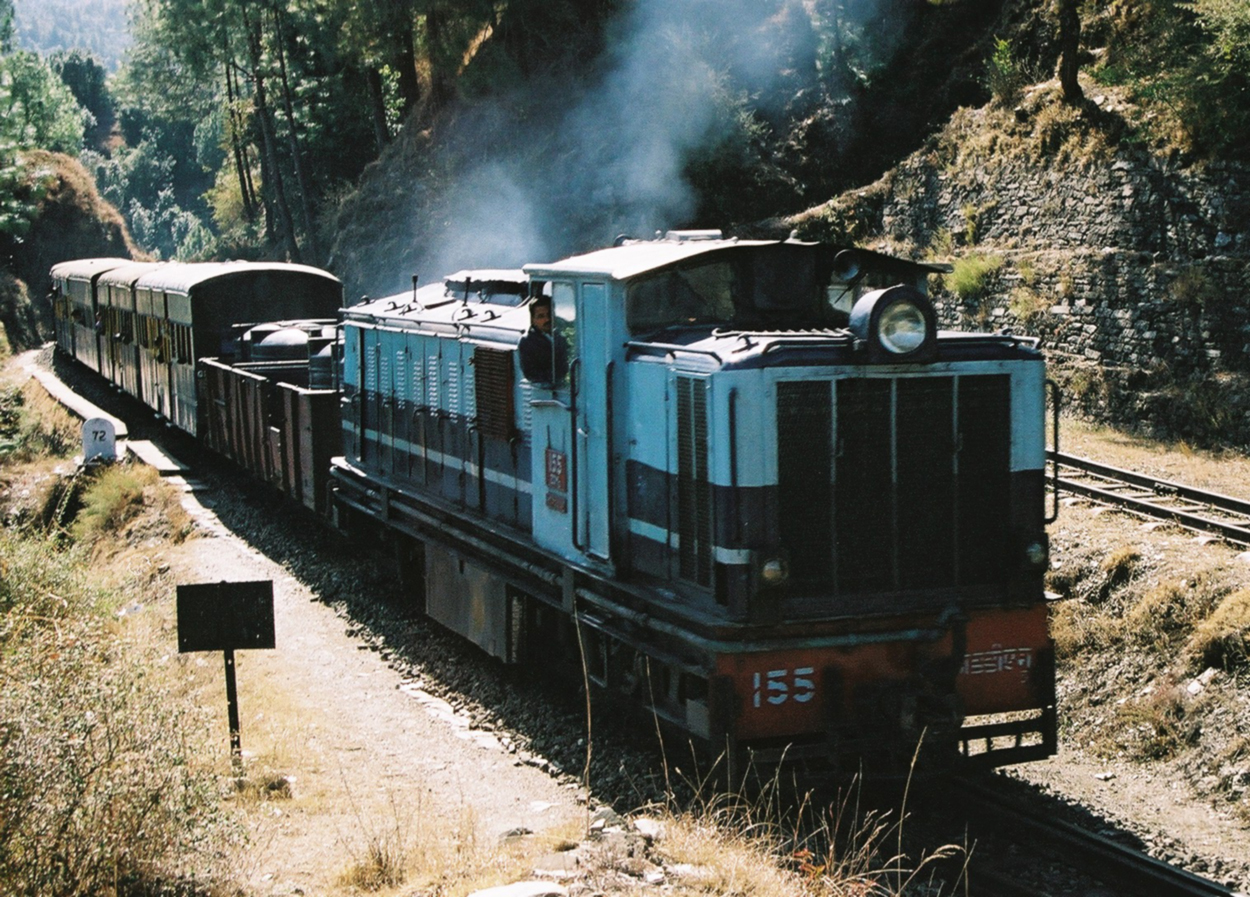
カールカー＝シムラー鉄道を走る列車

カールカー=シムラー鉄道（カールカー=シムラーてつどう、英語: Kalka-Shimla Railway、ヒンディー語: कालका शिमला रेलवे）とはインドの鉄道の路線の一つである。インド北部・ハリヤーナー州のカールカーから、避暑地として知られるシムラー（ヒマーチャル・プラデーシュ州の州都）までを結ぶ登山鉄道である。日本語表記の揺れからカルカ・シムラ鉄道、カルカ・シムラー鉄道 と書かれることも多い。
1903年、当時のイギリス領インド帝国において夏の首都だったシムラーの交通の便のために開設された。
区間は総延長 96 km 、両端の駅の標高差は 1,420 mである（カールカーは 656 m、シムラーは 2,076 m）。途中には険しい地形を反映して103ヶ所のトンネルと864ヶ所の橋がある。軌間は 762 mm のナロー・ゲージ（狭軌）で、いわゆる「トイ・トレイン」である。
2008年、世界遺産として「インドの山岳鉄道群」を拡大する形で登録された。